# Christopher Wood (skót festő)
Christopher Wood (Edinburgh, 1962 –) skót absztrakt- és tájképfestő, a George Watson's College-ban és a James Gillespie's High Schoolban tanult. Az Edinburgh College of Artban rajzolásra és festésre specializálódott.
Ma Dumbarban, Kelet-Lothienben lakik és dolgozik.
A hajléktalanokat támogató FareShare aktív támogatója. Kedveli az olajjal és a zománcfestékkel való alkotást. Gyakran hasonlítják Nicolas de Staëlhez, Joan Eardley-hez és William Gillies-hez.
Műveiben általában megtalálhatóak a reprezentáció és az absztrakció jellegzetességei. Festményeit nagyrészt a dunbari otthona körüli táj inspirálta. Gyakran használ egyszínű területeket, mezőket.